# Bahnhof Leipzig-Connewitz
Der Bahnhof Leipzig-Connewitz ist ein Bahnhof im Stadtteil Connewitz von Leipzig. Im Betriebsstellenverzeichnis trägt er das Kürzel LLC. Er befindet sich an der Bahnstrecke Leipzig–Hof zwischen dem Haltepunkt Leipzig MDR und dem Haltepunkt Markkleeberg Nord.

## Geschichte

Der Bahnhof um 1920

Der Bahnhof Connewitz ist ein Bahnknoten im südlichen Leipzig, in dem zeitweise vier Eisenbahnstrecken ineinander liefen. Die Bahnstrecke Leipzig-Connewitz–Plagwitz wurde zwischen 1888 und 1925 zur Anbindung des Industriegebietes Plagwitz an das Netz der Sächsischen Staatseisenbahn genutzt. Zwischen 1876 und 2012 war die »Zweite Verbindungsbahn« von Leipzig Hauptbahnhof in Betrieb. Nach der Stilllegung des Abschnittes Leipzig Hbf–Stötteritz wird der verbliebene Stötteritz–Connewitz wie der anschließende nach Gaschwitz nur noch für den Güterverkehr genutzt. Der Bahnhof wurde am 10. Juli 1889 als Ladestelle Connewitz mit Bahnmeisterei eröffnet, seit dem 1. November 1893 ist er auch Haltestelle für den Personenverkehr. Im gleichen Jahr erfolgte auch die Inbetriebnahme eines Stellwerks. Seit dem 1. April 1897 trägt er seinen heutigen Namen und wurde am 1. Mai 1905 offiziell zum Bahnhof hochgestuft. Im Jahr 1897 wurden über 175 000 Personen von dort befördert und mehr als 33 000 Tonnen Güter umgeschlagen. Er war damit der drittgrößte Vorortbahnhof in Leipzig.
Zum 1. Januar 1974 wurde die Bahnmeisterei aufgelöst und in die Bm Engelsdorf eingegliedert.
Seit 1969 ist der Bahnhof Connewitz auch eine Zugangsstelle der Leipziger S-Bahn, heute der S-Bahn Mitteldeutschland.
Am 7. Juni 2009 erfolgte die Inbetriebnahme des ESTW-A und die Auflassung der Stellwerke W1 und B2. In diesem Zusammenhang wurden die schon mehrere Jahre ungenutzten Ortsgüteranlagen abgebaut. Im Mai 2012 wurde der Personentunnel zu den Bahnsteigen abgebrochen und verfüllt. Zu diesem Zeitpunkt waren nur die Gleise 5 und 6 vorhanden und befahrbar. Wegen des Platzbedarfes für den neuen Haltepunkt Markkleeberg Nord ist die Stammstrecke Leipzig–Hof seit 2013 zwischen Connewitz und Gaschwitz nur noch eingleisig. Auf dem Nordkopf entfiel fast zeitgleich der Abschnitt Abzw Tabakmühle–Connewitz der Güterringstrecke Engelsdorf–Connewitz. Mit dem neuen Stellwerk wurden die Strecken vollständig mit Einrichtungen für den Gleiswechselbetrieb ausgerüstet.

## Gegenwart
Im Rahmen des Neubaus des Leipziger City-Tunnels und zum Aufbau des neuen Netzes der S-Bahn Mitteldeutschland wurde der Bahnhof umgebaut und der Reisendenzugang erneuert. Der Inselbahnsteig zwischen den Gleisen 7 und 8 (seit 2012 5 und 6), den Stammgleisen der Strecke Leipzig Hbf–Connewitz wurde dabei mit der bisherigen Zugangsbrücke von der Karl-Jungbluth-Straße ersatzlos abgebrochen. Hierfür wurde eine neue und längere Fußgängerbrücke an derselben Stelle mit zwei Abgängen und je einem Aufzug erbaut, mit denen die je 140 m langen Bahnsteige erreicht werden können. Es wurden drei Bahnsteigkanten errichtet. Die Verlängerung der Fußgängerbrücke zur Klemmstraße für bessere Umsteigebeziehungen zur Straßenbahn war von vornherein vorgesehen, die Bauarbeiten begannen jedoch erst im September 2024. Die Inbetriebnahme ist für Ende 2025 vorgesehen.

## Verkehrsanbindung

### S-Bahn
| Linie                    | Verlauf |
| ------------------------ | --- |
| S 4                      | (Falkenberg (Elster) –) Torgau – Leipzig Hbf (tief) – Leipzig Bayerischer Bahnhof – Leipzig-Connewitz – Markkleeberg-Gaschwitz                         |
| S 5                      | Halle (Saale) Hbf – Leipzig/Halle Flughafen – Leipzig Hbf (tief) – Leipzig Bayerischer Bahnhof – Leipzig-Connewitz – Altenburg (– Zwickau (Sachs) Hbf) |
| S 5X                     | Halle (Saale) Hbf – Leipzig/Halle Flughafen – Leipzig Hbf (tief) – Leipzig Bayerischer Bahnhof – Leipzig-Connewitz – Altenburg – Zwickau (Sachs) Hbf   |
| S 6                      | Leipzig Messe – Leipzig Hbf (tief) – Leipzig Bayerischer Bahnhof – Leipzig-Connewitz – Borna (b Leipzig) (– Geithain)                                  |
| Stand: 12. Dezember 2021 | |

Die Linien verkehren im Stadtgebiet und engeren Umland im Halbstundentakt. Die S5 und S5X verkehren jeweils stündlich und verdichten sich zwischen Halle und Markkleeberg ebenfalls zu einem Halbstundentakt. Auf den Außenstrecken gelten teilweise längere Taktzeiten.

### Öffentlicher Nahverkehr
| Linie | Linienverlauf | Betreiber |
| ----- | --- | --------- |
| 9     | Thekla – Mockau, Post – Apelstraße, Historischer Strbf. – Wilhelm-Liebknecht-Platz – Hbf., Westseite – Goerdelerring – Wilhelm-Leuschner-Platz – Bayerischer Bf. – Arthur-Hoffmann-/Richard-Lehmann-Straße – Connewitzer Kreuz – S-Bf. Connewitz | LVB       |
| 11    | Schkeuditz, Rathausplatz – Modelwitz – Hänichen, Bismarckturm – Lützschena – Stahmeln – Wahren – Möckernscher Markt – S-Bf. Möckern – Georg-Schumann-/Lindenthaler Straße – Chausseehaus – Hauptbahnhof – Augustusplatz – Wilhelm-Leuschner-Platz – Karl-Liebknecht-/Kurt-Eisner-Straße – Richard-Lehmann-Straße, HTWK – Connewitzer Kreuz – S-Bf. Connewitz – Dölitz, Strbf. – Markkleeberg-Ost, Schillerplatz | LVB       |
| 79    | zwischen Cospudener See und S-Bf. Connewitz nur saisonal (Cospudener See, EXPO-Pavillon – Markkleeberg, Gautzscher Platz – Wildpark –) S-Bf. Connewitz – Moritz Hof – Bruno-Plache-Stadion – Probstheida, Buswendestelle – Südfriedhof – Kolmstraße – Mölkau, Gemeindeamt – Bf. Paunsdorf – Paunsdorf, Friedhof – Hohentichelnstraße – Stöhrer-/Braunstraße – Abtnaundorf – S-Bf. Thekla – Thekla, Tauchaer Straße | LVB       |
| N9    | Hauptbahnhof → Augustusplatz → Wilhelm-Leuschner-Platz → Karl-Liebknecht-/Kurt-Eisner-Straße → Steinplatz → Richard-Lehmann-Straße, HTWK → Connewitzer Kreuz → Leopoldstraße → S-Bf. Connewitz → Triftweg → Moritz Hof → Raschwitzer Straße → Dölitz, Strbf. → Markkleeberg-Ost, Schillerplatz → Markkleeberg, S-Bf. → Markkleeberg-West → Markkleeberg, Gautzscher Platz → Wildpark → Leopoldstraße → Connewitzer Kreuz → Richard-Lehmann-Straße, HTWK → Steinplatz → Karl-Liebknecht-/Kurt-Eisner-Straße → Wilhelm-Leuschner-Platz → Augustusplatz → Hauptbahnhof | LVB       |